# Tüpfelanalyse

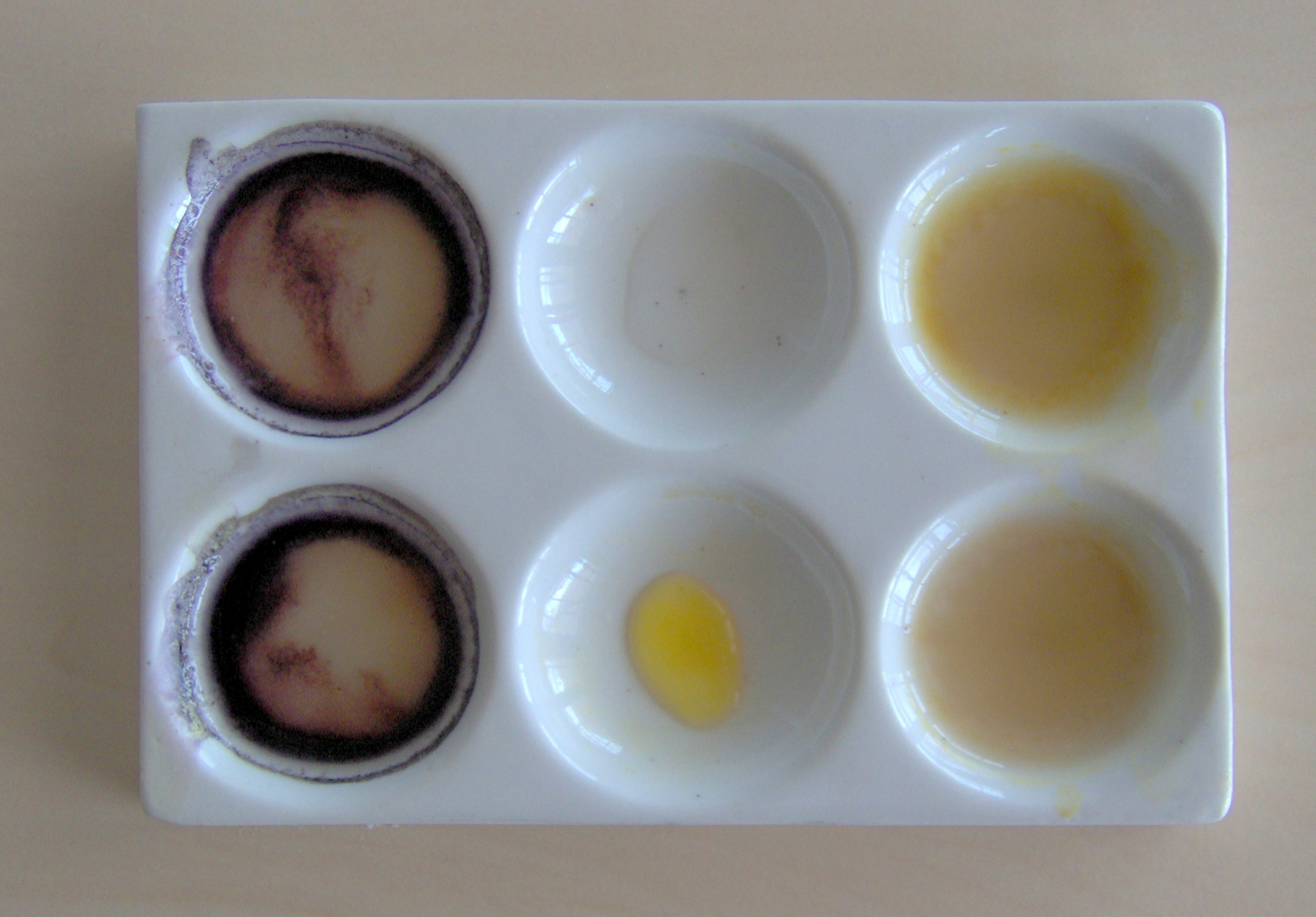
Eine auf einer Tüpfelplatte durchgeführte Nachweisreaktion: Die Iodprobe

Die Tüpfelanalyse (englisch Spot analysis oder auch spot test) ist ein Verfahren der qualitativen chemischen Analytik. Bei der Tüpfelanalyse werden geringste Mengen einer zu analysierenden Probe und eines Reagens in einer Vertiefung einer Tüpfelplatte zusammengebracht. Das Gesamtvolumen von Probe und Reagenz beträgt dabei etwa 0,5 bis 1 ml. Aus dem Eintreten einer Farb- oder Fällungsreaktion kann auf das Vorhandensein von zu bestimmenden Bestandteilen in der Probe geschlossen werden.